# Eguenigue
Eguenigue település Franciaországban, Territoire de Belfort megyében. Lakosainak száma 270 fő (2022. január 1.). Eguenigue Anjoutey, Menoncourt, Phaffans és Roppe községekkel határos.

## Népesség
A település népességének változása:
| Lakosok száma | 285  | 281  | 287  | 274  | 271  | 270  | 269  | 268  | 270  |
|               | 2013 | 2015 | 2016 | 2017 | 2018 | 2019 | 2020 | 2021 | 2022 |